# Fokker A.I
Il Fokker A.I, designazione aziendale M.8, era un monomotore monoposto monoplano ad ala alta realizzato dalla allora azienda tedesco imperiale Fokker-Fluzeugwerke nei primi anni dieci del XX secolo.
Sviluppato dal precedente Fokker M.5L, designazione Idflieg A.II, venne utilizzato dai reparti da ricognizione aerea della Luftstreitkräfte, la componente aerea del Deutsches Heer (l'esercito imperiale tedesco), durante la prima fase della prima guerra mondiale.

## Storia

### Sviluppo
Dopo che Anthony Fokker ottenne un contratto di fornitura da parte dell'esercito imperiale tedesco per il suo M.5 non armato, l'Idflieg richiese una versione armata che garantisse una maggiore sicurezza nei confronti dei primi scout entrati in servizio nelle forze aeree della Triplice intesa. Lo sviluppo venne affidato a Martin Kreutzer che abbinò all'originale cellula dell'M.5L, versione a fusoliera lunga, il nuovo motore Oberursel U.I, un rotativo a nove cilindri raffreddati ad aria in grado di sviluppare una potenza nominale di 100 CV (73,5 kW).
Oltre all'irrobustimento generale, necessario per meglio sopportare le sollecitazioni della nuova unità motrice, il nuovo modello venne dotato di un nuovo meccanismo di sincronizzazione che permetteva al pilota di utilizzare una mitragliatrice posizionata davanti al proprio abitacolo senza che i colpi potessero accidentalmente colpire il disco dell'elica. La soluzione, ancora a livello sperimentale, venne poi raffinata sull'ulteriore sviluppo del modello, il Fokker E.I, che venne specificatamente utilizzato come aereo da caccia.
Presentato alla commissione esaminatrice dell'Idflieg, questa espresse parere favorevole ad un suo utilizzo stipulando un contratto di fornitura per 30-40 esemplari.
Il modello venne costruito su licenza anche dalla Halberstädter Flugzeugwerke con la designazione Halberstadt A.II.

### Impiego operativo
I velivoli furono utilizzati durante la prima guerra mondiale dai reparti di osservazione e ricognizione aerea della Luftstreitkräfte nel primo periodo del conflitto.
Almeno un esemplare venne requisito dalle autorità militari dei Paesi Bassi dopo un atterraggio di fortuna. Riportato alle condizioni operative venne utilizzato nella Luchtvaartafdeling, la locale forza aerea.

## Utilizzatori
Germania
- Luftstreitkräfte

 Paesi Bassi
- Luchtvaartafdeling